# Živko Pavlović
Živko Pavlović (srbsko Живко Павловић), srbski general, * 13. marec 1871, † 25. april 1938.

## Življenjepis
Leta 1982 je končal Vojaško akademijo. Kot član generalštaba je sodeloval v obeh balkanskih vojnah in v prvi svetovni vojni.
Po vojni je bil upravnik Vojaške akademije, poveljnik divizijske oblasti,...
Leta 1921 je postal član Srbske kraljeve akademije.